# Craniolaria annua
Craniolaria annua är en martyniaväxtart som beskrevs av Carl von Linné. Craniolaria annua ingår i släktet Craniolaria och familjen martyniaväxter. Inga underarter finns listade i Catalogue of Life.